# WRC 8
WRC 8, también conocido como WRC 8 FIA World Rally Championship, es el juego oficial del World Rally Championship 2019. El juego fue desarrollado por el desarrollador francés Kylotonn y publicado el 10 de septiembre de 2019 por Bigben Interactive para Microsoft Windows, PlayStation 4, Xbox One y Nintendo Switch. El juego lleva una licencia oficial de deportes electrónicos del Campeonato Mundial de Rally.

## Desarrollo y lanzamiento
WRC 8 se reveló como el juego oficial del Campeonato Mundial de Rally FIA 2019 en febrero de 2019. Cuenta con un clima dinámico y un modo carrera completamente rediseñado que recuerda a la serie de Fórmula 1 de Codemasters. El juego también incluye la incorporación de nuevos coches clásicos, al igual que su principal rival, la serie Colin McRae Rally/DiRT de Codemasters, incluidos el Lancia Stratos y el Renault Alpine. El juego también ofrece más contenido que el juego anterior, con 102 etapas especiales repartidas en los 14 países del campeonato. El juego se lanzó a Microsoft Windows, PlayStation 4 y Xbox One en septiembre de 2019, y luego se trasladó a Nintendo Switch el 31 de octubre de 2019.

## Recepción
WRC 8 recibió críticas "generalmente favorables", según el agregador de reseñas de videojuegos Metacritic, y los críticos elogiaron las importantes mejoras realizadas tanto en la física como en los gráficos del juego.Re
Martin Robinson, de Eurogamer, elogió la evolución continua de la serie y dijo: "Es un año importante para la serie, habiendo tomado un año fuera y regresando de su descanso revitalizado y renovado. De hecho, personalmente solo he mantenido un breve seguimiento sobre el mandato de Kylotonn en la serie desde que se inscribió en el WRC 5, se siente como una serie completamente diferente ".

### Reconocimientos
El juego fue nominado a "Mejor Juego" en los Premios Pégases 2020.